# Падерно дел Грапа
Падерно дел Грапа (итал. Paderno del Grappa) је насеље у Италији у округу Тревизо, региону Венето.
Према процени из 2011. у насељу је живело 2002 становника. Насеље се налази на надморској висини од 290 м.

## Становништво
Према резултатима пописа становништва 2011. у општини је живело 2.169 становника.
| 1931. | 1936. | 1951. | 1961. | 1971. | 1981. | 1991. | 2001. | 2011. |
| ----- | ----- | ----- | ----- | ----- | ----- | ----- | ----- | ----- |
| 1.990 | 1.990 | 1.814 | 1.608 | 1.584 | 1.641 | 1.713 | 2.002 | 2.169 |

## Партнерски градови
- Малерсдорф-Пфафенберг